# Snoop’s Upside Ya Head
Snoop's Upside Ya Head - singel amerykańskiego rapera Snoop Doggy Dogga. Utwór pochodzi z jego albumu pt. Tha Doggfather. Gościnnie występuje muzyk Charlie Wilson.

## Lista utworów
Opracowano na podstawie źródła.
1. "Snoop's Upside Ya Head (Radio Edit)" (4:29)
2. "Snoop's Upside Ya Head (Album Version)" (4:29)
3. "Snoop's Upside Ya Head (Instrumental)" (4:29)

## Notowania
| Notowanie         | Najwyższa pozycja |
| ----------------- | ----------------- |
| Australia Top 100 | 44                |
| Eurochart Hot 100 | 47                |
| UK Top 75         | 12                |
| US R&B Chart      | 37                |